# Salme Kann
Salme Kann, estonska učiteljica petja in zborovodkinja, * 31. januar, Kanepi v Livonska gubernija, Ruski imperij, † 26. oktober 1957, Tartu, Estonska SSR, Sovjetska zveza
Salme Kann se je rodila v kraju Kanepi, ki je takrat pripadal Livonski guberniji v Ruskem imperiju. Bila je hči učitelja učitelja Hansa Kanna (1849–1932) in Liise Kann (rojene Pettai, 1856–1936). Njena sestra je bila jezikoslovka Kalliste Kann. Med letoma 1902 in 1904 je študirala petje na konservatoriju v Sankt Peterburgu pri Elizaveti Fjodorovni Zwanziger. Od leta 1904 do 1906 je študij nadaljevala pri Carolini Ferni, nato pa še pri Theodorju Leschetizkyju med letoma 1906 in 1907, kjer je diplomirala leta 1908. Študij je nato nadaljevala in dokončala v Milanu (1908) in Firencah (1909–1910).
Leta 1911 se je vrnila v Estonijo. Med prvo svetovno vojno je delala kot medicinska sestra v Moskvi, Voronežu in Penzi. Od leta 1920 je živela v Tartuju, kjer je med letoma 1920 in 1930 poučevala petje kot zasebna učiteljica. Leta 1926 je pri Ženski zvezi za zmernost v Tartuju ustanovila Ženski zbor Valgelindi in postala njegova zborovodkinja. Leta 1928 je pod njenim vodstvom nastalo ustanovljeno Žensko pevsko društvo Tartu.
Od leta 1940 do 1957 je delala kot učiteljica klasičnega petja na Glasbeni šoli v Tartuju. Od 25. avgusta do 8. oktobra 1944 je bila vršilka dolžnosti v tej šoli. Med njenimi učenci so bili  Margarita Miglau,  Kalmer Tennosaar in Hele Rähn.